# 薩勒 (弗里堡州)
薩勒（法語：Sâles，法語發音：[sal]）是瑞士弗里堡州的一个市镇，位於該國西部，面積18.79平方公里，海拔高度825米，截至2018年12月31日总人口为1,461人。